# Defensa índia de dama
La defensa índia de dama és una obertura d'escacs caracteritzada pels moviments:
1. d4 Cf6
2. c4 e6
3. Cf3 b6
El moviment 3...b6 incrementa el control de les negres sobre les caselles centrals clares e4 i d5, tot preparant el fianchetto de l'alfil de dama, una maniobra de la qual l'obertura pren el seu nom. Igualment com en la resta de defenses índies, les negres intenten controlar el centre amb les seves peces, en lloc d'ocupar-lo amb peons, a l'estil clàssic.
Jugant 3.Cf3, les blanques eviten la defensa Nimzoíndia que sorgiria després de 3.Cc3 Ab4. L'índia de dama és vista en general com l'obertura germana de la Nimzoíndia, ja que ambdues tracten d'impedir que les blanques assoleixin el control total del centre jugant e2–e4. Juntes, formen un molt respectat repertori en resposta a 1.d4.
Si les negres no volen jugar l'índia de dama en resposta a 3.Cf3, les seves alternatives són: 3...d5, transposant al gambit de dama refusat; 3...Ab4+, la defensa Bogoíndia; i 3...c5, que normalment arriba a una Benoni moderna o a una anglesa simètrica.
|  |

## Variants

### 4.g3
Aquesta ha estat des de sempre la línia més popular de les blanques contra l'índia de dama. Disputa la gran diagonal tot preparant el fianchetto de l'alfil de caselles blanques. La resposta estàndard per les negres durant els 1970 fou 4...Ab7, però les preferències han canviat en l'actualitat a 4...Aa6 que ha passat a ser la línia principal. Una opció més infreqüent és 4...Ab4+, que intenta canviar l'alfil de caselles negres, menys útil, tot i que aquesta línia tendeix a deixar les negres amb una posició passiva.

#### 4...Aa6: la línia principal moderna
Les blanques poden defensar el peó a c4 amb una peça tot fent 5.Cbd2, 5.Da4, 5.Dc2 o 5.Db3, però tots aquests moviments redueixen el control de d4, un cop fet ...c7–c5 una resposta potencialment efectiva per les negres; per això, 5. b3 és la resposta blanca més comuna. De tota manera, afebleix una mica les caselles negres, i les negres poden treure avantatge d'aquest fet, tot fent 5... Ab4+. Ara 6.Cbd2? perd material després de 6...Ac3 7.Tb1 Ab7 amenaçant 8...Ae4, una trampa d'obertura on hi han caigut jugadors com ara Kamran Shirazi. El millor per les blanques és 6. Ad2. De tota manera, després de 6... Ae7 7. Ag2 c6 les negres estan preparades per fer ...d7–d5, atacant altre cop el peó-c. Si les blanques capturen a d5 llavors ...cxd5 és considerada com a igualadora per les negres. Per això les blanques juguen habitualment 8. Ac3, i llavors la línia principal continua 8... d5 9. Ce5 Cfd7 10. Cxd7 Cxd7 11. Cd2 0-0 12. 0-0. L'efecte de l'escac negre ha provocat que l'alfil blanc estigui a c3 on bloqueja la columna-c. Aquesta és la línia principal de tota la defensa índia de dama, i hom considera que dona igualtat.
Després de 5. b3, les negres també tenen altres moviments jugables diferents de 5...Ab4+. L'alternativa més comuna és 5... Ab7 6. Ag2 Ab4+ 7. Ad2 a5. Quan les blanques facin Cc3, les negres canviaran l'alfil pel cavall per tal de mantenir el control sobre les caselles blanques del centre, i jugaran al flanc de dama amb moviments com ara ...a5–a4 i ...b5. D'altres possibilitats per les negres inclouen 5...d5 i 5...b5.
Més recentment, alguns Grans Mestres, entre els quals Aleksandr Beliavski, Ni Hua, Vesselín Topàlov, i Magnus Carlsen, han jugat 5. Dc2. La idea es basa a permetre el contraatac negre...c5, amb la línia principal continuant 5... Ab7 6. Ag2 c5. La moda per les blanques és sacrificar un peó amb 7. d5, per obtenir activitat. Aquesta idea ha puntuat bé per les blanques, i han anat apareixent el 2008 noves idees. Les línies amb 5.Dc2 havien puntuat molt poc per les blanques prèviament, segons Emms.

#### 4...Ab7: l'antiga línia principal
La línia principal clàssica de l'índia de dama. Usualment la partida continua: 5. Ag2 Ae7 6. 0-0 0-0 7. Cc3 Ce4 8. Dc2 Cxc3 9. Dxc3. Les blanques tenen un joc més lliure, però les negres no tenen debilitats, i poden triar entre diverses diferents maneres per crear contrajoc, com ara 9... c5, 9... f5 o 9... Ae4. Aquestes línies són ben conegudes per la seva tendència taulífera i 4... Ab7 és actualment emprada sovint per les negres com a arma per fer taules. Per tant, les blanques han triat diverses desviacions de la línia principal en un intent de desequilibrar el joc. Entre aquestes hi ha:
- 8. Ad2, que defensa el cavall a c3 i amenaça l'avanç d4–d5.
- 7. d5!?, introduïda per Artur Pomar, i redescoberta per Lev Polugaievski amb la continuació 7... exd5 8. Ch4! amenaçant de recapturar el peó a d5 o bé fer Cf5.
- 6. Cc3, que posposa l'enroc per tal de preparar l'acció al centre amb els avanços d4–d5 i e2–e4.

### 4.a3
La variant Petrossian, prepara 5.Cc3 evitant que el cavall sigui molestat amb la clavada...Ab4. Vegeu Gurevich (1992) per una anàlisi completa. Aquesta variant va ser usada sovint per Garri Kaspàrov sobretot al començament de la seva carrera.

### 4.Cc3
- 4... Ab4 transposa a la Nimzoíndia. La posició després de 5. Ag5 h6 6. Ah4 g5 7. Ag3 Ce4 8. Dc2 fou molt jugada i analitzada els anys 1980.
- 4... Ab7 5. a3 va esdevenir l'ordre de jugades més comú per assolir el sistema Petrossian a mitjans dels 1980, en què les blanques han evitat 4. a3 c5 5. d5 Aa6 i 4. a3 Aa6.
- 4... Ab7 5. Ag5 és una vella línia que dona a les negres bones oportunitats d'igualar després de 5... h6 6. Ah4 g5 7. Ag3 Ch5 8. e3 Cxg3 9. hxg3 Ag7.

### 4.e3
Preparant el desenvolupament de l'alfil de rei i l'enroc al flanc de rei, el moviment fou una de les opcions favorites de Tigran Petrossian. Aquest desenvolupament tranquil condueix a un mig joc complex.

### 4.Af4
La variant Miles, que simplement desenvolupa l'alfil a una bona casella; a despit d'alguns èxits assolits pel seu creador, aquesta idea mai ha estat popular.

## Codis ECO
L'Encyclopaedia of Chess Openings classifica l'índia de dama sota els Codis ECO E12 a E19 d'acord amb el següent esquema:
- E12 – 1.d4 Cf6 2.c4 e6 3.Cf3 b6
- E13 – 1.d4 Cf6 2.c4 e6 3.Cf3 b6 4.Cc3 Ab7 5.Ag5
- E14 – 1.d4 Cf6 2.c4 e6 3.Cf3 b6 4.e3
- E15 – 1.d4 Cf6 2.c4 e6 3.Cf3 b6 4.g3
- E16 – 1.d4 Cf6 2.c4 e6 3.Cf3 b6 4.g3 Ab7
- E17 – 1.d4 Cf6 2.c4 e6 3.Cf3 b6 4.g3 Ab7 5.Ag2 Ae7
- E18 – 1.d4 Cf6 2.c4 e6 3.Cf3 b6 4.g3 Ab7 5.Ag2 Ae7 6.0-0 0-0 7.Cc3
- E19 – 1.d4 Cf6 2.c4 e6 3.Cf3 b6 4.g3 Ab7 5.Ag2 Ae7 6.0-0 0-0 7.Cc3 Ce4 8.Dc2